# De Havilland Flamingo
El De Havilland DH.95 Flamingo fue un avión comercial monoplano de ala alta y bimotor británico que voló por primera vez el 22 de diciembre de 1938. Durante la Segunda Guerra Mundial, algunos ejemplares fueron utilizados por la Real Fuerza Aérea (RAF) como transporte y en tareas de comunicaciones generales.

## Diseño y desarrollo

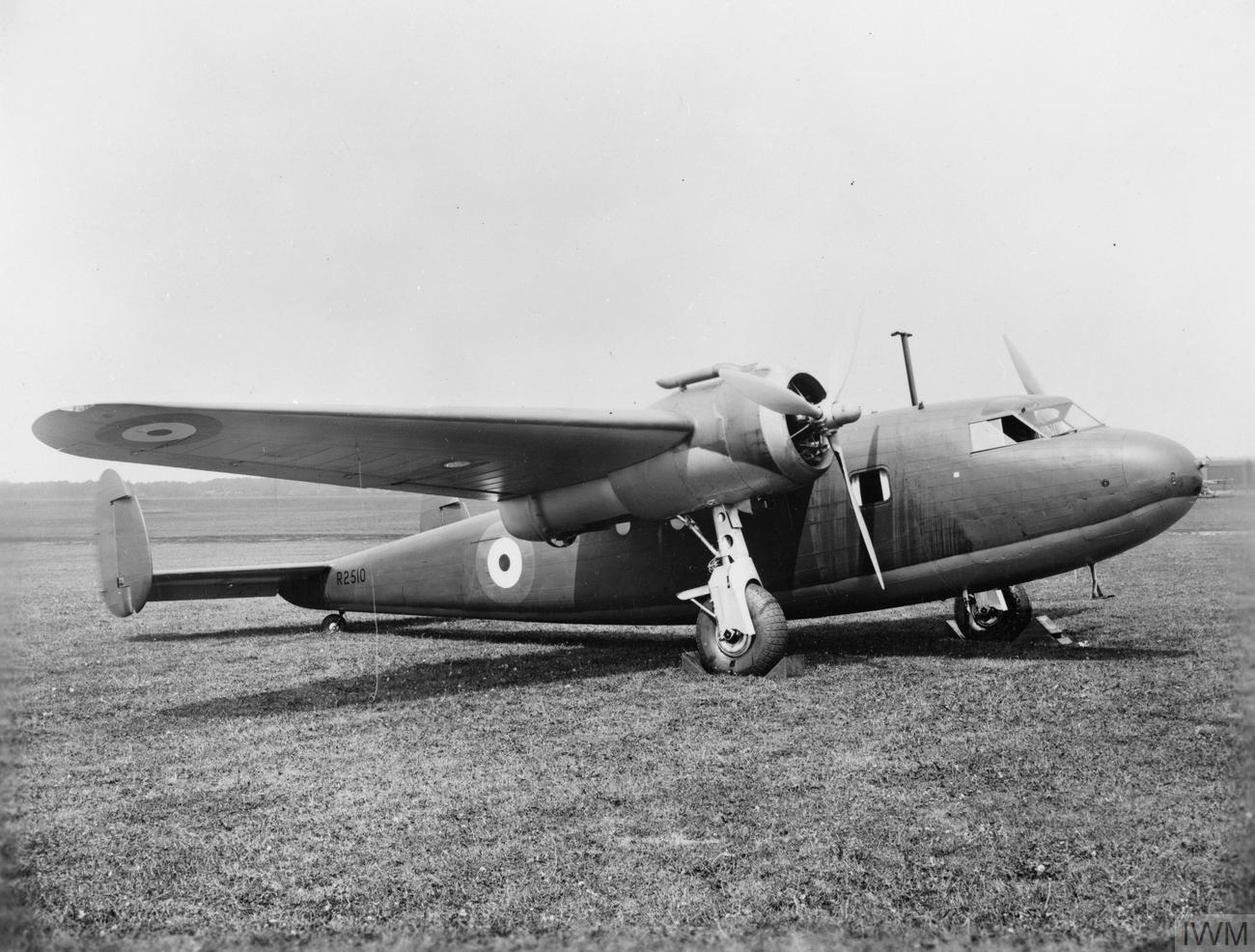
R2510, el único DH.95 Hertfordshire.

El Flamingo fue un avión comercial civil bimotor desarrollado por De Havilland, dirigido por su recién nombrado diseñador jefe R.E. Bishop, y fue el primer avión con revestimiento sujeto a esfuerzos totalmente metálico construido por la compañía; sólo las superficies de control estaban recubiertas de tela. Estaba propulsado por dos motores radiales de válvulas de camisa refrigerados por aire Bristol Perseus de 890 hp que movían hélices de paso variable de tres palas De Havilland Propellers 'Hydromatic'. Dos pilotos estaban sentados lado a lado con un operador de radio detrás de ellos en la cabina, con capacidad para entre 12 y 17 pasajeros, dependiendo de la distancia del vuelo. Poseía un tren de aterrizaje retráctil, flaps ranurados y se consideraba una perspectiva de ventas muy prometedora para la compañía, capaz de competir con los Douglas DC-3 y Lockheed Model 10 Electra estadounidenses. El primer prototipo voló el 22 de diciembre de 1938. Tenía una tercera aleta central instalada como medida temporal; esta se eliminó cuando se instalaron aletas más grandes con un área de timón más grande en la cola doble.
Propulsado por motores Bristol Perseus XIIIC de 660 kW (890 hp), tenía un despegue a peso máximo de 230 m y la capacidad de mantener la altura o ascender, a 190 km/h, con un único motor.
Las pruebas fueron un éxito y el Flamingo recibió el certificado de aeronavegabilidad el 30 de junio de 1939, con una producción inicial de veinte aviones. El Ministerio del Aire se interesó en el Flamingo como transporte militar y reservó la matrícula militar T5357 para su evaluación oficial.
Se construyó una única variante de transporte militar según la Especificación 19/39 llamada DH.95 Hertfordshire. Poseía pequeñas ventanas de cabina circulares en lugar de rectangulares y asientos para 22 soldados. Se canceló un pedido propuesto de 30 unidades para dejar a De Havilland libre para producir aviones de entrenamiento Tiger Moth. El único Hertfordshire (R2510) se estrelló el 23 de octubre de 1940 en Mill Hill, muriendo cinco tripulantes y seis pasajeros, incluido el vicemariscal del aire Charles Blount, oficial aéreo al mando del Grupo N.º 22 de la RAF, que viajaba desde Hendon hasta Irlanda del Norte, aparentemente debido a un atasco en el elevador.

## Historia operacional

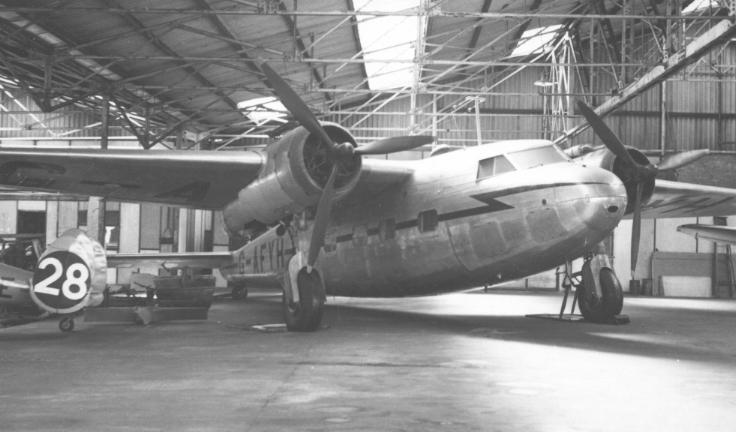
DH.95 Flamingo G-AFYH de British Air Transport en el aeródromo de Redhill, Surrey, en junio de 1953.

Tras el éxito de los primeros vuelos de pruebas, Jersey Airways encargó tres aviones de 17 plazas, a lo que siguieron otros pedidos del Gobierno egipcio y del Ministerio del Aire. Los aviones del Ministerio del Aire debían ser utilizados por el Consejo Aéreo y el King's Flight.
El prototipo, equipado con 12 asientos para pasajeros, fue entregado a Jersey Airways en mayo de 1939 para su evaluación durante dos meses y se convirtió en el primer Flamingo en generar ingresos. Los primeros servicios transportaban únicamente correo, pero en julio se puso en funcionamiento un servicio regular de pasajeros los fines de semana.
En octubre de 1939, el prototipo fue comprado por el Consejo Aéreo, siendo entregado al Escuadrón N.º 24 de la RAF, donde operó hasta que se perdió en un accidente en octubre de 1940. El segundo avión iba a ser el primero para Guernsey and Jersey Airlines, pero fue requisado para el servicio militar y entregado al Escuadrón 24; los otros dos pedidos nunca se construyeron debido al estallido de la Segunda Guerra Mundial.
Dos Flamingo, R2764 y R2565, construidos según la Especificación 21/39 para la RAF, fueron enviados al King's Flight en RAF Benson. El Flamingo R2766 (construido según la Especificación 20/39) con el 24 Escuadrón se unió a ellos en el King's Flight (con matrícula civil G-AGCC) durante el período de temor a la invasión en junio para ser utilizado en caso de que la familia real tuviera que abandonar el país, pero pasó de nuevo al 24 Escuadrón para realizar tareas de comunicaciones y de enlace a principios de 1941, convirtiéndose nuevamente en R2766 y recibiendo el nombre adicional de 'Lady of Glamis' en 1942. El G-AGAZ, un banco de pruebas para los motores Perseus Mk XVI, se convirtió en el AE444 con el Escuadrón 24 y fue bautizado como 'Lady of Ayr'.
A principios de 1940, BOAC ordenó ocho aviones que serían propulsados por el Perseus XVI y que originalmente estaban pensados para tener diez plazas. El primer avión de BOAC fue entregado en Whitchurch el 5 de septiembre de 1940. El segundo avión de BOAC fue requisado por el Ministerio del Aire y asignado para uso del Almirantazgo en RNAS Donibristle. Para reemplazar los aviones confiscados, BOAC recibió posteriormente los aviones pedidos por el Gobierno egipcio. Después de un período de entrenamiento, todos los Flamingo de BOAC fueron trasladados a El Cairo para operar en Oriente Medio. Los aviones de BOAC recibieron el nombre de reyes ingleses (Arthur, Alfred, Harold, Henry, Richard, James, Charles, William) y la aerolínea los denominó Clase K.
El Flamingo era el transporte de corto y medio alcance favorito de Winston Churchill, y lo utilizó para visitar a Reynaud y a los dirigentes franceses cuando el frente occidental colapsó el 16 de mayo de 1940.
Los Flamingo de BOAC no fueron populares, y después de tres accidentes (uno de ellos fatal) y ante la falta de repuestos, la aerolínea decidió retirar el modelo. En 1943, los cuatro aviones en condiciones de vuelo fueron embarcados de regreso al Reino Unido y almacenados en Croydon. No volvieron al servicio y fueron desguazados en Redhill a principios de la década de 1950.
La mayoría de los aviones de la RAF fueron retirados de uso durante la guerra y fueron desguazados lentamente para proporcionar repuestos a los aviones restantes. El avión del Almirantazgo (BT312 'Merlin VI') debía ser retirado y desguazado, pero en agosto de 1944 hizo un trompo en Gatwick y fue abandonado. En 1946, el antiguo avión del Almirantazgo fue comprado por Southern Aircraft (Gatwick) y reconstruido utilizando antiguas piezas de repuesto de BOAC. Voló nuevamente en 1947 y fue entregado a British Air Transport en Redhill, obteniendo un Certificado de Aeronavegabilidad. Realizó numerosos vuelos chárter hasta que fue retirado temporalmente del servicio en 1949, antes de ser desguazado en 1954.
British Air Transport también organizó la restauración de tres antiguos aviones BOAC, pero el plan fue abandonado a pesar de que los aviones se encontraban en una fase avanzada de reconstrucción. En 1952, British Air Transport restauró el antiguo avión original del Almirantazgo, que volvió a volar el 27 de mayo de 1952. El aeródromo de Redhill se cerró en 1954 y el último Flamingo en estado de vuelo fue desmantelado y desguazado. Un breve clip de un Flamingo aparece en la película Mistaken Identity.

## Operadores

### Militares
Reino Unido
- Real Fuerza Aérea
- Fleet Air Arm

### Civiles
Reino Unido
- BOAC
- British Air Transport
- Jersey Airways

## Especificaciones
Referencia datos: De Havilland Aircraft since 1909

### Características generales
- Tripulación: Tres (dos pilotos, radio operador)
- Capacidad: 17 pasajeros como máximo
- Longitud: 15,7 m (51,6 ft)
- Envergadura: 21,3 m (70 ft)
- Altura: 4,7 m (15,3 ft)
- Superficie alar: 60,5 m² (651,2 ft²)
- Peso vacío: 5137 kg (11 321,9 lb)
- Peso cargado: 8165 kg (17 995,7 lb)
- Planta motriz: 2× motor radial de 9 cilindros refrigerado por aire Bristol Perseus XVI.
  - Potencia: 690 kW (951 HP; 938 CV) cada uno.
- Hélices: 1× tripala de paso variable por motor.

### Rendimiento
- Velocidad máxima operativa (Vno): 391 km/h (243 MPH; 211 kt)
- Velocidad crucero (Vc): 328 km/h (204 MPH; 177 kt)
- Alcance: 2165 km (1169 nmi; 1345 mi)
- Techo de vuelo: 6400 m (20 997 ft)
- Régimen de ascenso: 7,5 m/s (1476 ft/min) (inicial)

### Aviónica
- Piloto automático Sperry

## Aeronaves relacionadas

### Aeronaves similares
- Douglas DC-5

### Secuencias de designación
- Secuencia DH._ (interna de de Havilland): ← DH.92 - DH.93 - DH.94 - DH.95 - DH.96 - DH.97 - DH.98 →